# منعكس المقطب
منعكس المقطب (بالإنجليزية: Glabellar reflex)‏ هو منعكس يُثار بالنقر المتكرر على مقطب الجبهة، وتكون الاستجابة لأول عدة نقرات بالرمش. في حال استمرار الرمش؛ فإن ذلك يعرف بعلامة مايرسون، ويلاحظ ذلك عادة في الأشخاص الذين يعانون من مرض باركنسون.
الإشارات الحسية الواردة تنقل بواسطةعصب فوق الحجاج، أحد الفروع النهائية للعصب ثلاثي التوائم، بينما تنقل الإشارات الحركية الصادرة بواسطة العصب الوجهي للعضلة الدويرية العينية، التي تنقبض انعكاسيا محدثة الرمش.